# Krmelínský kopec
Krmelínský kopec je kopec s nadmořskou výškou 332 m n. m. ležící na katastru obce Krmelín v okrese Frýdek-Místek v Moravskoslezském kraji. Krmelínský kopec je nejvyšším bodem Krmelína a nachází se jihovýchodně od středu vesnice na pomezí Příborské pahorkatiny (podčásti Podbeskydské pahorkatiny), Ostravské pánve a Moravské brány. Na vrcholu se nachází odpočinkové místo, informační tabule, dřevěný kříž (vztyčen při příležitosti 1150. výročí příchodu Cyrila a Metoděje na Moravu), zdálky viditelné plastiky Památník vodě, vodní nádrž (největší zásobník pitné vody v Moravskoslezském kraji) a vodojem.

## Geologie

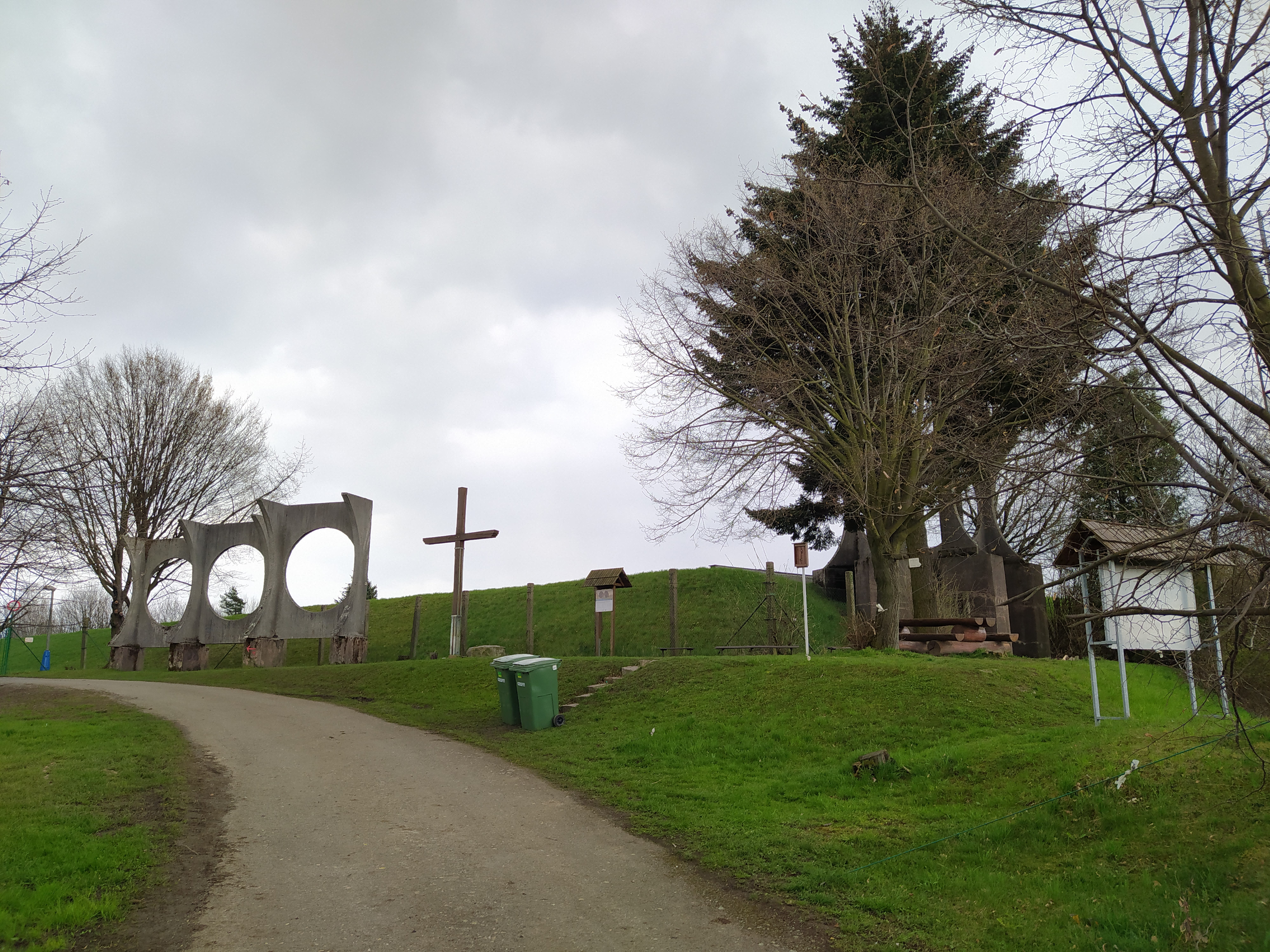
Krmelínský kopec

Krmelínský kopec představuje strukturně litologicky podmíněný suk, který je budován především flyšovými pískovci a jílovci a vyvřelinami těšínitů.

## Další informace
Krmelínský kopec je částečně zalesněn a nabízí výhledy do okolí. Na vrchol kopce vede polní cesta ulicí Vodárenskou lemovaná hezkou alejí z r. 1977 se dvěma památníky válečných útrap.